# NGC 4794
NGC 4794 је спирална галаксија у сазвежђу Гавран која се налази на NGC листи објеката дубоког неба.
Деклинација објекта је - 12° 36' 33" а ректасцензија 12h 55m 10,4s. Привидна величина (магнитуда) објекта NGC 4794 износи 13,6 а фотографска магнитуда 14,5. NGC 4794 је још познат и под ознакама MCG -2-33-60, PGC 44012.